# Huelde
Huelde fue pueblo de la provincia de León que perteneció al municipio de Salamón y luego a Crémenes, pero vinculado históricamente a Riaño, capital de la comarca, partido judicial y referencia en la montaña de León en el entorno de Picos de Europa. Comarca hoy conocida como Montaña de Riaño.
Desapareció en el año 1987, siendo demolido casa por casa por el aparato del Estado, junto con los pueblos vecinos de Anciles, Éscaro, La Puerta, Pedrosa del Rey, Riaño, Salio, buena parte de Burón y Vegacerneja parcialmente, quedando posteriormente sus terrenos anegados por el embalse de Riaño.

## Parroquia de la Asunción

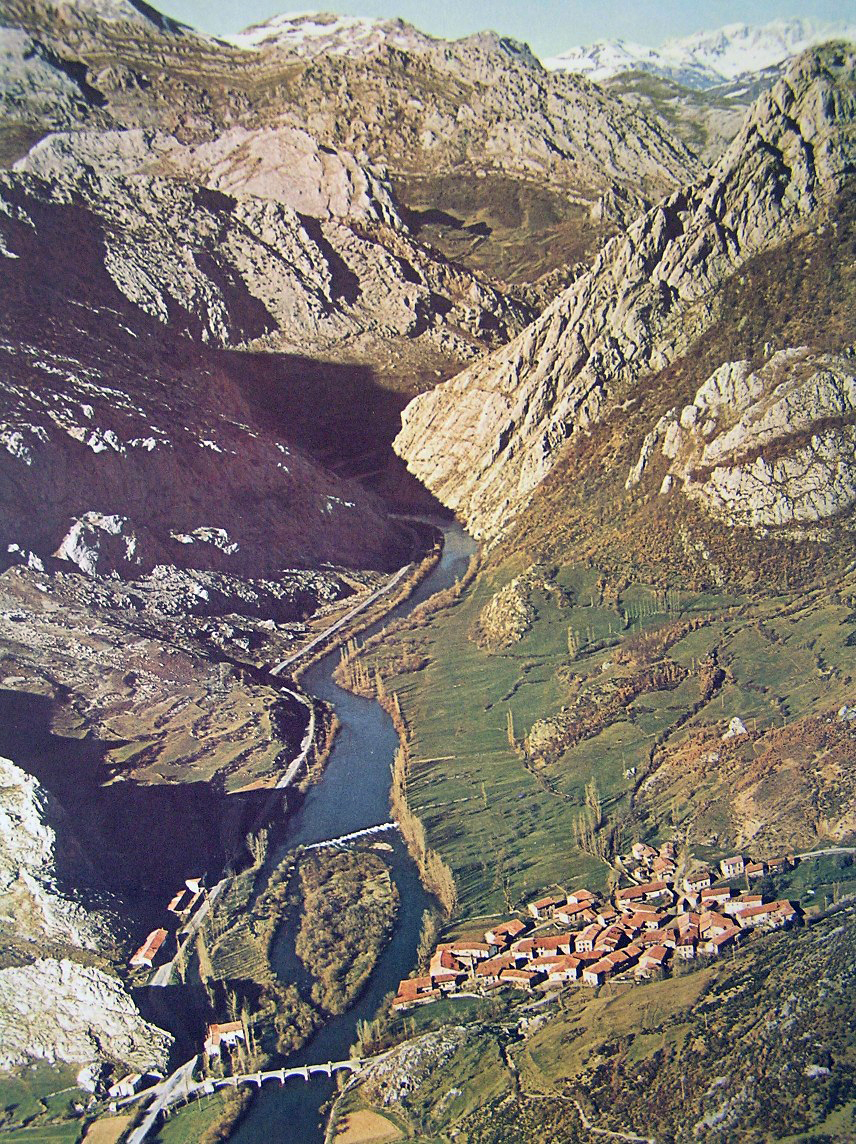
Postal Panorámica de Huelde en 1972. Localidad de la montaña leonesa de Riaño, desde 1987 bajo las aguas de un embalse.

Edificio de una sola nave, con airosa espadaña de tres vanos y una bella galería
porticada ante la puerta de acceso. Su construcción se remonta al siglo XVI, aunque con claras transformaciones posteriores, la principal promovida, a principios de este siglo, por el arzobispo Fernández Valbuena, hijo que fue de este pueblo. 
Pasando al interior, las artes muebles se localizan sobre el retablo central, barroco y sin sobredorar. La hornacina mayor alberga una imagen de la Virgen de los Ángeles, también barroca, aunque repintada. En la parte alta, un Calvario de pequeñas dimensiones, igualmente de época del retablo y no demasiado meritorio, remata el conjunto. Otras dos hornacinas a cada lado completan la estructura arquitectónica. En ellas se encuentran algunas buenas tallas: San Blas, con el característico ademán de llevarse la mano derecha a la garganta, de estilo gótico y aires propios del siglo XIII, lo que hace de ella una de las
imágenes más antiguas de toda la comarca;[cita requerida] San Roque, patrono del pueblo, en bella escultura barroca, con influencias renacentistas, protagonista de tradicionales procesiones y romerías en el día de su fiesta, el 16 de agosto; San Justo, tal vez coetánea de la anterior pero más tosca en su concepción y de proporciones algo desequilibradas; por último, en el extremo del lado de la epístola, la imagen de San Antonio Abad, moderna y sin mayores méritos. En el centro, bajo la hornacina de la Virgen de los Ángeles, también merece ser catalogado un sagrario renacentista, algo rudo y con dos pequeñas imágenes por ambos lados. Pasando a la sacristía, en la pared, un pequeño Cristo con rectitud de formas, estatismo y carencia de musculatura.

## Hijos ilustres
- Ramiro Fernández Valbuena (1847-1922). Filósofo, teólogo, historiador y orientalista. Obispo de Escilio y obispo auxiliar de Santiago de Compostela.
- Doroteo Fernández Fernández (1913-1989). Obispo de Castabala, obispo auxiliar de Santander y obispo de Badajoz.